# Электромонтажная коробка
Электромонтажная коробка — изделие, с применением которого производится соединение или монтаж кабелей, выполнение отводов, а также выполняется монтаж розеток. Изготавливается преимущественно из пластика.

## Определение
- Коробка электротехническая (второе название - распаечная[1]) — электротехническое устройство, которое применяется для размещения кабелей, их соединений, отводов, разводок и т. п. внутри помещений и снаружи при проведении электрической сети. В настоящее время они производятся из разных материалов, разных типов и видов, и разных цветов.
  - Коробка распределительная (КР) — монтажная коробка для организации точки разветвления проводов.
  - Коробка установочная (КУ) — монтажная коробка для установки механизмов розеток, выключателей или иных электроустановочных изделий в стену. Также может именоваться подрозетником.

## Описание и применение
Самые распространённые типы пластиковых коробок: отдельная для соединения, двойная для распределения, а также для установки осветительной арматуры. Все эти типы могут также иметь различную защиту от пыли и брызг. Во всех этих типах есть отдельные вводы для кабелей, часто от 2 до 10. Коробки могут иметь разные виды: для открытой установки и скрытой. Выбор вида зависит от типа проводки, для которой нужна коробка. Наружные пластиковые коробки обычно имеют какую-либо степень защиты IP. Также для организации электрической сети в специфических отраслях промышленности существуют взрывозащищенные коробки, коробки устойчивые к вибрациям, коробки повышенной прочности. В настоящее время монтажные коробки производятся в разных странах, в том числе в России.
Коробки устанавливают в отверстие или углубление в стене или потолке, предварительно высверлив или выштробив его, или на поверхность, часто с помощью саморезов и дюбелей. В первом случае используют гипсовую смесь для надежного удержания коробки в стене, а монтаж проводов осуществляют после затвердевания смеси.
Материал коробки зависит от материала изоляции кабеля. Пластиковые коробки используют с проводами с пластиковой полимерной изоляцией. А если кабель бронированный или помещён в металлическую трубу, то тогда и коробка должна быть металлической.
Для дополнительной изоляции вводов используют сальники. Крышка коробки закрепляется металлическими (или иногда пластиковыми) винтами под плоскую, крестовую или треугольную отвертку. Иногда под специальный ключ. Крышка может иметь резиновую прокладку по краю для дополнительной изоляции и защиты от пыли и влаги.
Существует большое количество типов установочных коробок разных размеров и форм.
Коробки установочные используются в электрической сети при скрытом способе устройства электропроводок, предназначенной для последующего монтажа выключателей (выключатели, переключатели, диммеры и т. д.), розетки (розетки с заземляющим контактом и без него, блоки управления жалюзи), слаботочных розеток (телефонные, компьютерные, аудиорозетки и т. д.).

## Виды распределительных коробок
В зависимости от способа монтажа коробки могут быть для открытой установки и скрытой. Коробки для открытой установки — применяются для установки на стенах, оборудовании и т. п. Коробки распределительные для скрытой установки — используются при монтаже в полости стены.

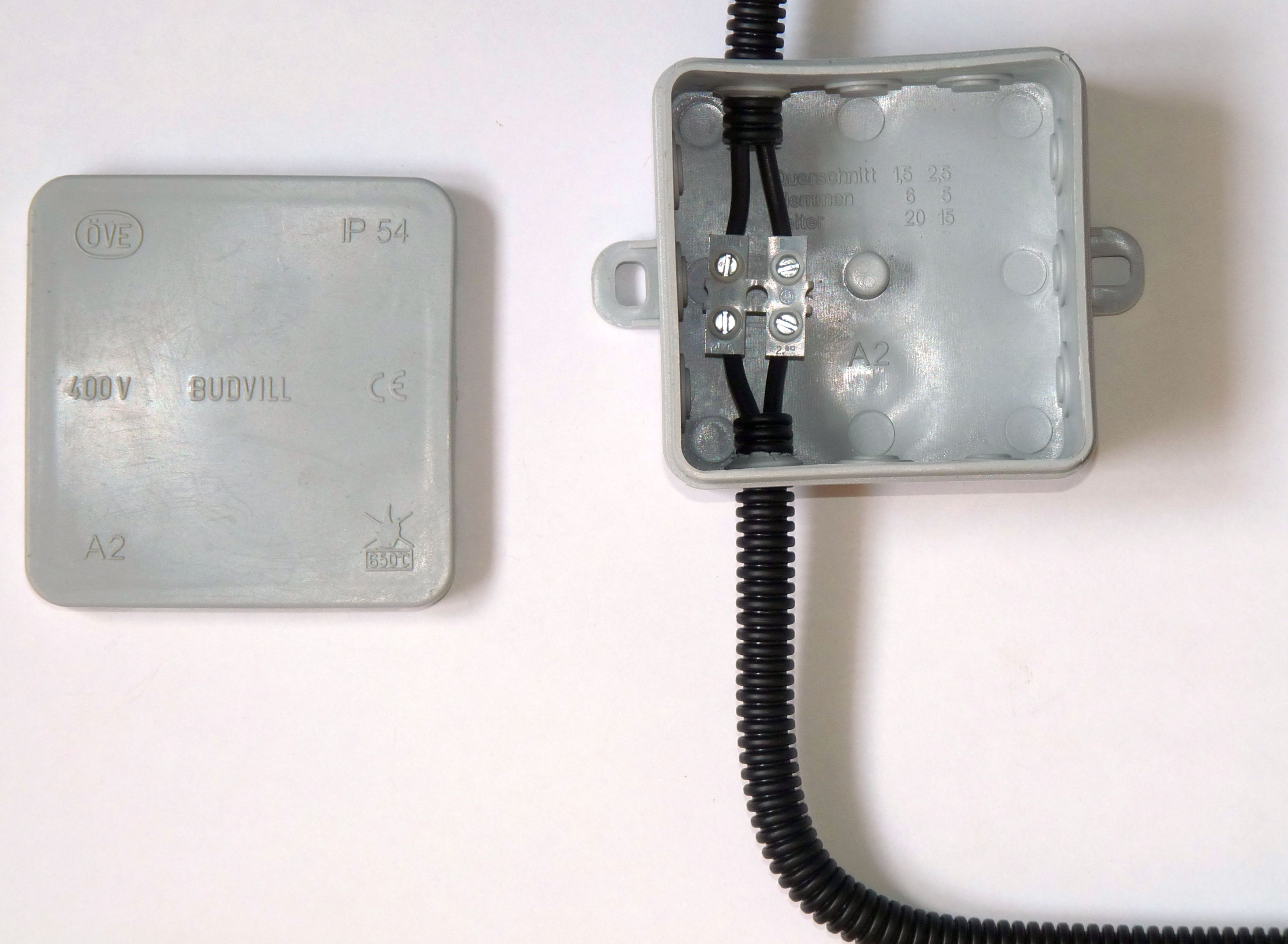
Соединительная монтажная коробка со степенью защиты IP54

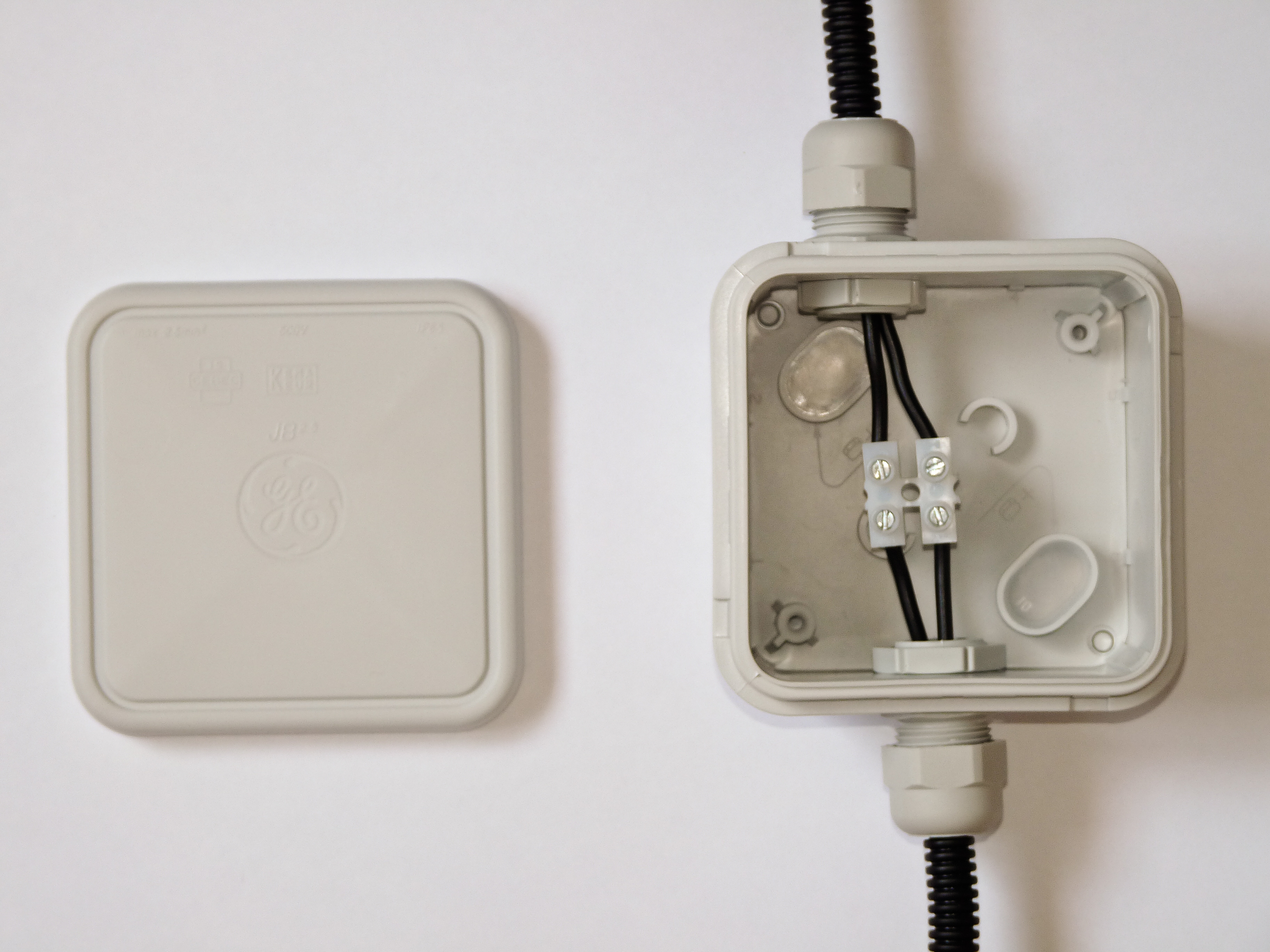
Соединительная монтажная коробка со степенью защиты IP65

Общепринятого названия для распределительных коробок нет — их одинаково называют распределительными и ответвительными; в прошлом использовался также термин «доза». В качестве ответвительных коробок для открытой установки широкое применение нашли коробки из металла и пластиковые из ПВХ-пластикатов. Степень защиты таких коробок в основном IP54-56. В случае использования таких коробок в промышленности с агрессивными средами или же в морских регионах зачастую используются ответвительные коробки со степенью защиты IP65. Такое использование коробок обусловлено в первую очередь повышенным содержанием соли в воздушной среде, а также необходимостью дополнительной защиты кабельного соединения. В случае необходимости придания прочности изделиям их изготавливают из поликарбоната — материала, обладающего повышенными прочностными характеристиками. Такие коробки используют в случае возможных механических повреждений (удары, давление, вибрация). Герметичность кабельного соединения внутри корпуса коробки достигается за счет дополнительного уплотнительного кольца под крышкой коробки, а также с помощью герметизирующих кабельных вводов для кабеля или трубы. Крышка таких коробок соединяется с корпусом с помощью винтовых креплений.

## Виды установочных коробок
Бывают как одноместные так и многоместные (2, 3, 4) коробки. Характеризуются степенью защиты IP. Для наращивания глубины коробки используется дополнительный «корпус коробки» без дна. Наиболее распространенный материал для производства коробок — пластик (различные модификации полипропилена, ПВХ-пластификатов).
При организации ответвительной (распределительной или расключительной точки) установочные коробки используют в качестве распределительной коробки скрытой проводки, закрывая установочное отверстие специальными крышками.
В зависимости от материала стен или потолков установочные коробки имеют различную конструкцию:
- для полых стен (например, гипсокартон, керамзит) — в установочных коробках предусмотрена система фиксации к стене монтажными лапками;
- для стен из мелкоштучных материалов (например, пеноблок, кирпич) — конструкция установочной коробки упрощена с целью его установки непосредственно в подготовленные заранее ниши при штроблении стен;
- для бетонных стен — максимально простая конструкция обусловлена креплением коробки в стене (быстротвердеющие растворы, специальные клеевые массы).

В России более подробное описание использования установочных коробок для монтажа в стены дано в Правилах устройства электроустановок (ПУЭ) (п. 1.7.144).
Установочная коробка выполнена в виде цилиндрического пластикового корпуса с саморезами для фиксации электроустановочных изделий. На внутренней поверхности коробки намечены возможные места ввода кабеля или провода (как правило для простоты монтажного процесса наносится преперфорация на дно и боковые стенки). В пазах боковых стенок с внешней стороны размещены упоры (лапки), соединенные с корпусом металлическими винтами. При затягивании винтов упоры сближаются, притягиваясь к стене. Упоры могут быть изготовлены из металла или пластика. Универсальность конструкции коробки позволяет устанавливать её в бетонные, кирпичные и гипсолитовые стены.

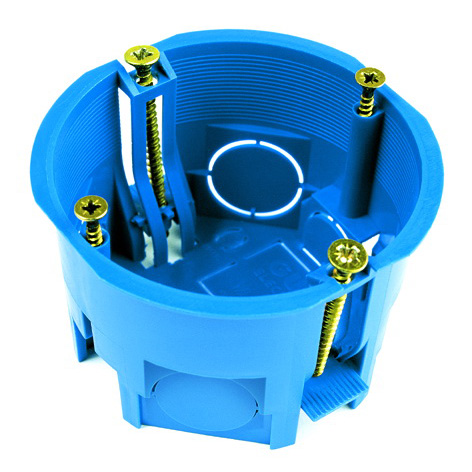
Коробка установочная для монтажа в пустотелые (полые) стены
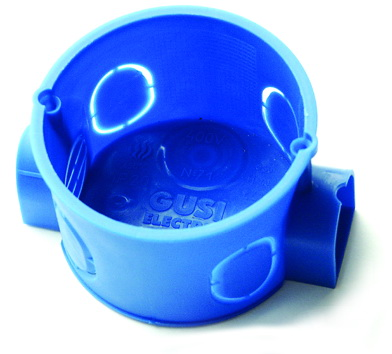
Коробка установочная для монтажа в кирпичные стены
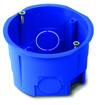
Коробка установочная для монтажа в бетонные стены
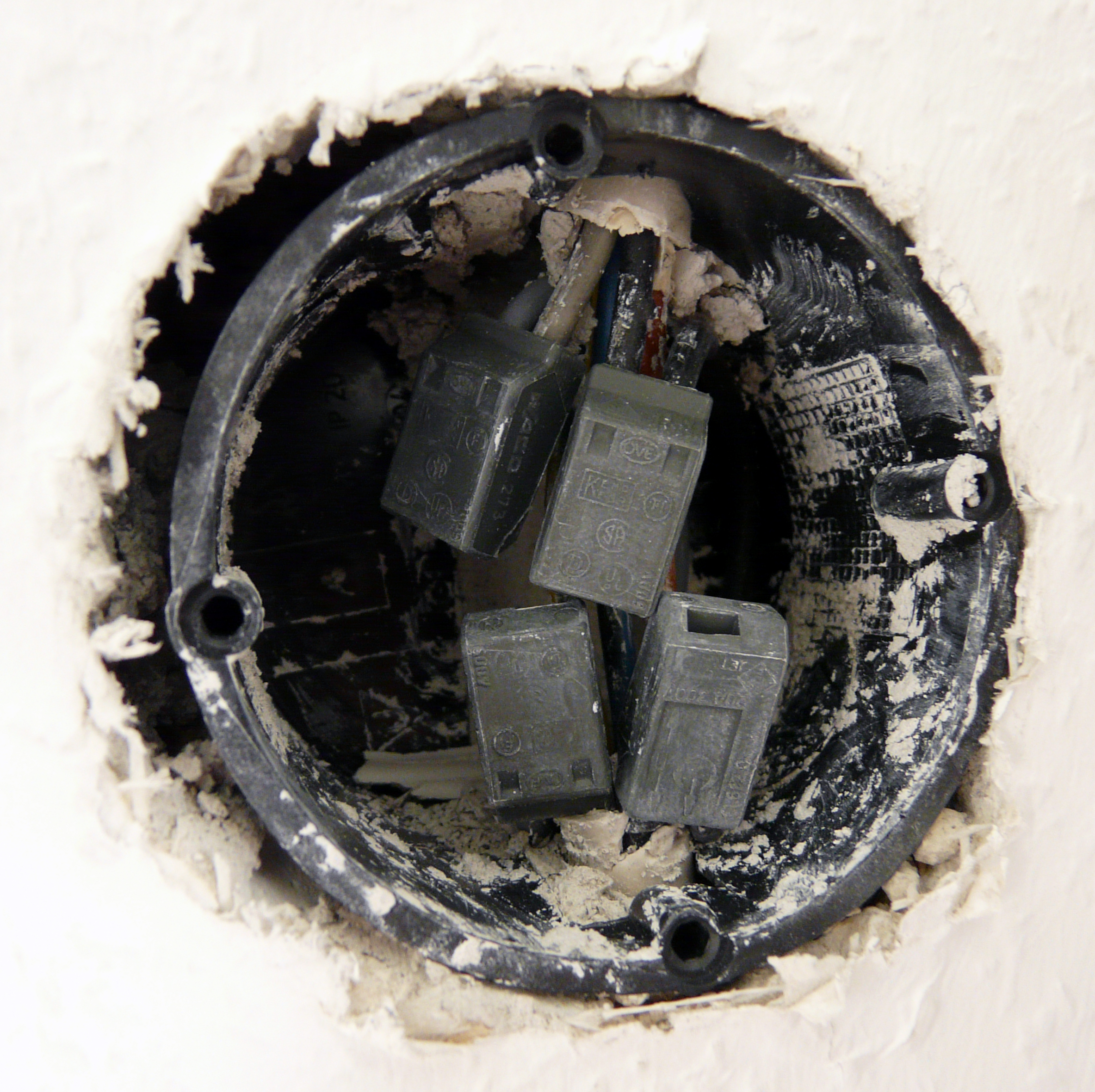
Пример распределительной коробки
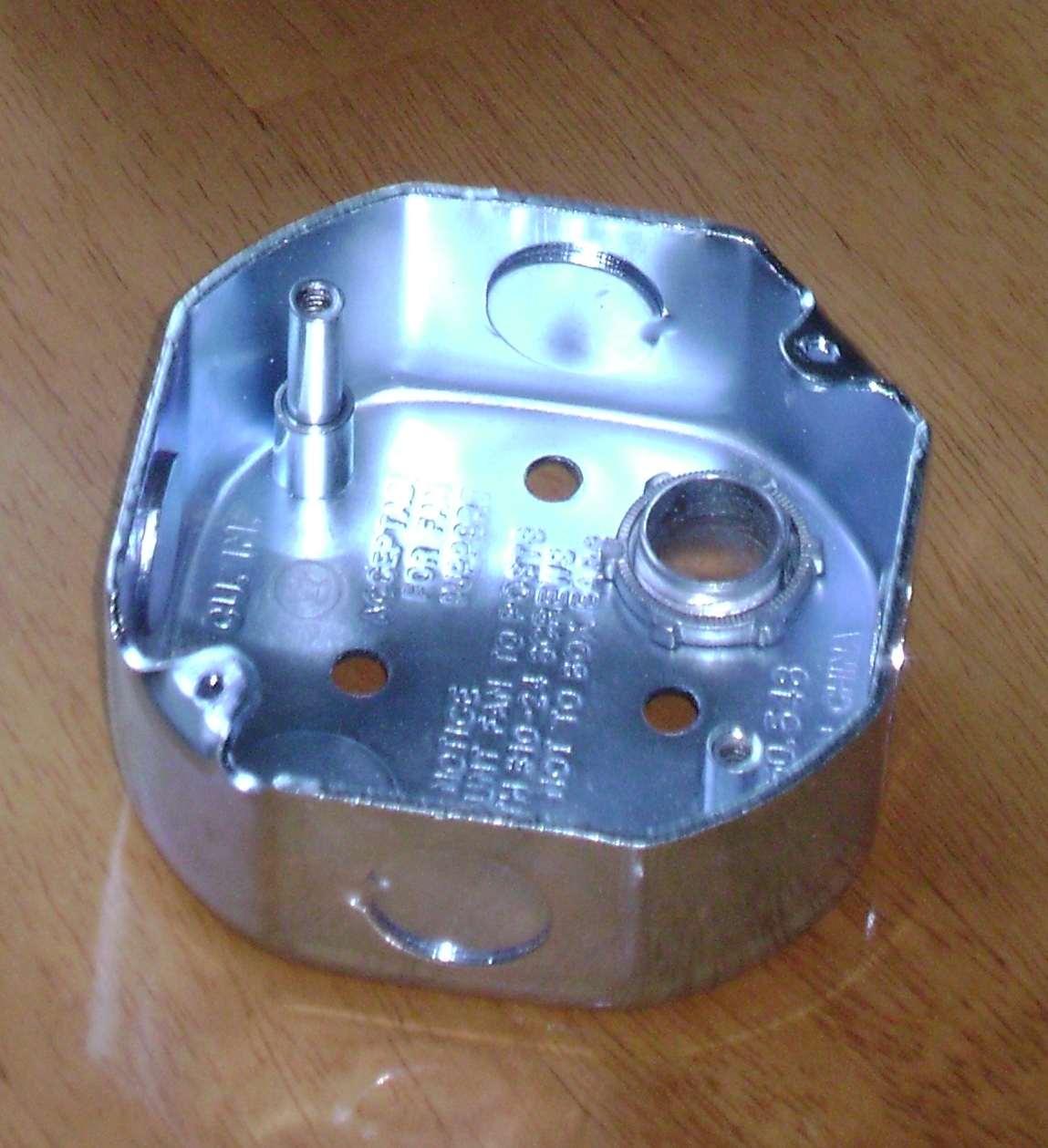
Металлическая установочная коробка для кирпичных стен